# New Jersey Symphony Orchestra
La New Jersey Symphony Orchestra (NJSO) è un'orchestra sinfonica americana con sede nello stato del New Jersey. L'NJSO è l'orchestra di stato del New Jersey, che esegue serie di concerti in sei sedi in tutto lo stato ed è l'orchestra residente del New Jersey Performing Arts Center (NJPAC) di Newark, nel New Jersey.

## Località e sale
Attualmente, l'NJSO presenta concerti di musica classica, pop e per le famiglie presso le sedi di sei città dello stato:
- Newark: New Jersey Performing Arts Center (NJPAC)
- Englewood: Bergen Performing Arts Center (BergenPAC)
- Red Bank: Count Basie Theatre
- Morristown: Mayo Performing Arts Center
- New Brunswick: State Theatre di New Brunswick, New Jersey
- Princeton: Richardson Auditorium presso l'Università di Princeton

La NJSO si esibisce ogni anno in concerti estivi in vari luoghi del New Jersey. A giugno e luglio 2016, la NJSO ha tenuto concerti all'Overpeck County Park nella contea di Bergen, Echo Lake Park nella Union County, Giralda Farms a Madison, Branch Brook Park a Newark, Meadowland Park a South Orange, Pier A Park a Hoboken e Mercer County Parco nella Contea di Mercer. Inoltre gruppi di musicisti NJSO eseguono musica da camera in varie località statali tramite il programma REACH (Risorse per l'educazione e l'armonizzazione della comunità).
La NJSO aveva già presentato una serie di concerti al War Memorial di Trenton e alla Paper Mill Playhouse di Millburn.

## Storia
Philip James fondò l'orchestra nel 1922. Durante gli anni '40, l'orchestra suonò alla Newark Symphony Hall. Nel primo semestre del 1968, il direttore musicale Kenneth Schermerhorn annunciò la sua partenza per prendere il testimone della Milwaukee Symphony Orchestra. Sotto la guida del presidente del consiglio Henry P. Becton, Jeffrey Platt, Jr. e Robert D'Angelo hanno condotto una ricerca nazionale che portò all'impegno di Henry Lewis (marito di Marilyn Horne) come primo direttore musicale africano di una grande orchestra negli Stati Uniti. Altri commenti della stampa hanno notato che, nonostante i problemi finanziari e le controversie su questa raccolta di strumenti, l'orchestra è migliorata artisticamente durante il mandato di Järvi. Nell'ottobre 2007 l'NJSO annunciò che Järvi aveva prolungato il suo contratto come direttore musicale per la stagione 2008-2009, con l'impegno di sei settimane di concerti in abbonamento. Nel febbraio 2008 l'orchestra ha confermato la fine dell'incarico di Järvi come direttore musicale della NJSO alla fine della stagione 2008-2009. Nel marzo 2009 la NJSO ha indicato che Järvi aveva accettato di prestare servizio come consigliere artistico dell'orchestra dopo la conclusione del suo contratto come direttore musicale e successivamente di prendere il titolo di direttore laureato. L'orchestra ha anche ridotto il personale e il numero di concerti in abbonamento, da 70 a 61, in programma per la stagione 2009-2010.
La NJSO ha tenuto una serie di trasmissioni radiofoniche negli Stati Uniti fino dalla stagione 2006-2007. Gremillet ha annunciato nell'ottobre 2007 che le trasmissioni radio sarebbero continuate. Inoltre ha dichiarato che il debito accumulato dall'NJSO era di $ 15 milioni a partire da ottobre 2007. Dopo l'annuncio della vendita degli strumenti Golden Age del novembre 2007, Gremillet ha dichiarato che il loro costo di vendita programmato avrebbe consentito all'orchestra di chiudere il debito accumulato di 14,2 milioni di dollari USA e ripristinare i 3,1 milioni di dollari USA usati dalla dotazione NJSO per l'acquisto degli strumenti.
Nel novembre 2008 Jacques Lacombe ha diretto per la prima volta l'NJSO. Nell'ottobre 2009, la NJSO ha annunciato la nomina di Lacombe come tredicesimo direttore musicale, effettivo dalla stagione 2010-2011, con un contratto iniziale di 3 anni. Lacombe ha tenuto il titolo di direttore musicale designato per la stagione 2009-2010. Nel luglio 2012 la NJSO ha annunciato l'estensione del contratto di Lacombe come direttore musicale per la stagione 2015-2016. Nell'ottobre 2014 l'NJSO ha annunciato la conclusione programmata del mandato di Lacombe come direttore musicale dell'orchestra dopo la conclusione della stagione 2015-2016.
A seguito della partenza di Gremillet come presidente della NJSO, l'orchestra nominò Richard Dare nel mese di dicembre 2012. Dare assunse la carica all'inizio di gennaio 2013. Il 10 gennaio 2013 Dare ha rassegnato le dimissioni da presidente NJSO, a seguito di notizie di una precedente accusa per un reato sessuale del 1996 e probabili esagerazioni dei suoi successi aziendali. La polemica ebbe poi seguito sulla questione di quante informazioni i funzionari della NJSO, il consiglio di fondazione e il comitato di ricerca, conoscessero di questa situazione durante la ricerca di un nuovo direttore esecutivo. Nel giugno 2013 l'NJSO annunciò le nomine di James Roe come prossimo presidente e amministratore delegato (CEO) e di Susan Stucker come dirigente capo delle operazioni (COO), in vigore dal 1º luglio 2013.
Xian Zhang è stata il primo direttore ospite a dirigere l'NJSO nel 2010. È tornata per altre apparizioni nel febbraio 2012 e nel maggio 2015. Nel novembre 2015 l'NJSO ha annunciato la sua nomina come suo quattordicesimo direttore musicale, effettivo dal settembre 2016, con un contratto iniziale di 4 anni. È la prima direttrice femminile ad essere nominata direttore musicale dell'NJSO.
A giugno 2016 l'NJSO ha annunciato Gabriel van Aalst come nuovo CEO, a partire da ottobre 2016. Van Aalst si unisce all'NJSO dalla sua posizione di direttore esecutivo dell'orchestra da camera del Regno Unito, l'Academy of St Martin in the Fields (ASMF).
L'NJSO ha realizzato diversi dischi per l'etichetta Delos con l'ex direttore musicale Zdeněk Mácal, tra cui opere di Hector Berlioz, Antonín Dvořák, Reinhold Glière e Modest Mussorgsky. Con Lacombe l'NJSO realizzò una registrazione commerciale dei Carmina Burana, ripresa durante le apparizioni del debutto di Lacombe con l'orchestra.

## Direttori musicali
- Philip James: 1922–1929
- Rene Pollain: 1929–1939
- Frieder Weissmann: 1940–1947
- Samuel Antek: 1947–1958
- Matyas Abas: 1958–1960
- Kenneth Schermerhorn: 1962–1968
- Henry Lewis: 1968–1976
- Thomas Michalak: 1977–1983
- Hugh Wolff: 1985–1993
- Zdeněk Mácal: 1993–2002
- Neeme Järvi: 2005–2009
- Jacques Lacombe: 2010–2016
- Xian Zhang: 2016–presente

## Principal players
- Eric Wyrick, Primo violino
- Brennan Sweet, Primo violino associato
- David Southorn, Assistente Primo violino
- Adriana Rosin, Assistente Primo violino
- Francine Storck, Secondo violino principale
- Rebekah Johnson, Assistente principale violino
- Frank Foerster, Viola principale
- Elzbieta Weyman, Assistente Viola principale
- Jonathan Spitz, Violoncello principale
- Stephen Fang, Violoncello Principale associato
- Paul Harris, Basso principale
- Frank Lomolino, Assistente basso principale
- Bart Feller, Flauto principale
- Robert Ingliss, Oboe/Corno Inglese principale
- Karl Herman, Clarinetto/Clarinetto mi bemolle principale
- Robert Wagner, Fagotto principale
- Garth Greenup, Tromba principale
- Christopher Stingle, Assistente tromba principale
- Charles Baker, Trombone principale
- Derek Fenstermacher, Tuba principale

## Leadership chiave
- Linda M. Bowden, co presidente
- David R. Huber, co presidente
- Gabriel van Aalst, Presidente e Ceo
- Susan Stucker, Dirigente capo operativo

## Collezione di archi dell'«Età d'oro»
In past history, the NJSO purchased 30 string instruments, including several made by Stradivari, for its string players, purchased from the collection of Herbert R. Axelrod in 2003. The orchestra named this collection the "Golden Age" string collection, and had hoped that this acquisition would enhance the prestige of the orchestra, and attract increased audiences and donations.
Nella storia passata, il NJSO aveva acquistato 30 strumenti a corde, tra cui diversi prodotti da Stradivari, per i suoi suonatori di archi, acquistati dalla collezione di Herbert R. Axelrod nel 2003. L'orchestra chiamò questa collezione la collezione di archi "Golden Age" e aveva sperato che questa acquisizione avrebbe aumentato il prestigio dell'orchestra e prodotto un aumento del pubblico e delle donazioni.
Tuttavia questo acquisto suscitò polemiche dopo emersero dubbi sul valore effettivo della collezione. Axelrod aveva rivendicato il loro valore a $ 49 milioni USD e lo vendette all'NJSO per $ 17 milioni USD. Tuttavia si scoprì che il valore di $ 17 milioni era più vicino all'attuale valore di mercato. Inoltre le indagini giornalistiche hanno sollevato dubbi sulla completa autenticità dichiarata di molti degli strumenti della collezione. Axelrod si dichiarò colpevole di un'accusa criminale indipendente di frode fiscale federale relativa a questa transazione. L'NJSO aveva pianificato di conservare i violini e di non venderli, a partire da luglio 2006.
Nel marzo 2007 l'NJSO dichiarò che, di fronte a gravi problemi di budget e deficit di bilancio, avrebbero cercato di vendere la collezione di strumenti dell'Età dell'Oro. L'accordo originale con Axelrod era che l'orchestra avrebbe conservato gli strumenti per almeno 10 anni, ma Axelrod diede il suo assenso per permettere all'orchestra di provare a venderli. Le intenzioni erano di utilizzare i fondi della vendita degli strumenti per chiudere il debito dell'orchestra e costituire il fondo di dotazione dell'orchestra. L'orchestra aveva dichiarato che il loro scenario ideale era che la collezione sarebbe stata comprata nel suo complesso e poi restituita all'orchestra, ma i commentatori notarono la difficoltà di realizzare un piano del genere.
Nel novembre 2007 l'NJSO annunciò che avevano venduto gli strumenti dell'Età dell'Oro ai banchieri di investimento americani (e fratelli gemelli) Seth Taube e Brook Taube, insieme ad un gruppo di altri investitori, per 20 milioni di dollari e una parte dei proventi da eventuali vendite future degli strumenti. Una parte dell'accordo permise all'orchestra di conservare i diritti di riproduzione di 28 di questi strumenti per un minimo di 5 anni.